# Absalon Larsen
Søren Absalon Larsen, född 5 april 1871 i Åbylund, Nørre Åby, död 2 januari 1957 i Gentofte, var en dansk elektrofysiker. 
Larsen blev student 1890, blev cand.phil. 1891 och undervisade i teologi, men övergick därefter till naturvetenskapen. Han tog skolämbetsexamen i fysik 1896, blev samma år assistent hos Kristian Prytz vid Polyteknisk læreanstalt och tilldelades 1898 Köpenhamns universitets guldmedalj för en avhandling om amalgamers elektriska ledningsförmåga.  År 1903 blev han docent i elektroteknik vid Polyteknisk læreanstalt och var 1906–41 professor där. Från 1937 var han ordförande för den elektrotekniska gruppen under Akademiet for de Tekniske Videnskaber. 
Larsen nyorganiserade Polyteknisk læreanstalts elektrotekniska avdelning och gjorde betydelsefulla nya konstruktioner på elektroteknikens område (bland annat mätapparater och utrustning för utnyttjande av vindkraften). Han upptäckte även principerna för rundgången, vilken även kallas Larseneffekten. Av hans skrifter kan nämnas artikeln Messungen von vagabondierenden Strömen in Gas- und Wasserrohren (1901) och boken Vekselstrøm (två delar, 1923).

## Utmärkelser
- Riddare av Dannebrogorden,  1919[2]
- Dannebrogsmännens hederstecken,  1928[2]
- Kommendör av Dannebrogorden,  1937[2]

[Redigera Wikidata]